# Jezioro Miejskie (Pojezierze Gnieźnieńskie)
Jezioro Miejskie – jezioro w Polsce, położone w województwie wielkopolskim, w powiecie poznańskim, w gminie Murowana Goślina, na terenie Pojezierza Gnieźnieńskiego.
Nad jeziorem znajduje się niestrzeżona plaża.

## Dane morfometryczne
Powierzchnia zwierciadła wody  źródeł wynosi 10,0 ha.
Zwierciadło wody położone jest na wysokości 90,4 m n.p.m..

## Hydronimia
Według urzędowego spisu opracowanego przez Komisję Nazw Miejscowości i Obiektów Fizjograficznych (KNMiOF) nazwa tego jeziora to Jezioro Miejskie.